# Løgumkloster Højskole
Løgumkloster Højskole er en højskole, der ligger 250 m syd for kirken i Løgumkloster by.

Skolen er en almen folkehøjskole med hovedfag indenfor bæredygtighed, selvforsyning, filosofi, psykologi, krop og internationalitet. Derudover tilbyder skolen over hele året korte højskolekurser indenfor emner som kunst, bæredygtighed, havebrug, musik, politik, håndværk og eksistens. Derudover har eleverne mulighed for at vælge et væld af valgfag, spænende over alt fra ølbrygning til salsa, fra læselyst til skak og vegetarmad. Skolen danner derudover også ramme om Middelalderhaven, som er et storstilet haveprojekt, der i løbet af 2021-2022 grundlægger en klosterhave med alt fra abildgård til orangeri og kålhave. Middelalderhaven holder 'Åben have' en gang om måneden, og der er fri entré for alle interesserede. Der udbydes endvidere en lang række weekendarrangementer, foredrag, koncerter mv.
Skolen ligger i det vestlige Sønderjylland, og er en del af et rigt lokalt uddannelses- og kulturmiljø bestående af blandt andet Kirkemusikskolen, to efterskoler, Præstehøjskolen og kursuscentret Løgumkloster Refugium, ligesom skolens placering i grænselandet mellem Danmark og Tyskland er med til at forme skolens internationale rødder.

## Historie
Carl Johannes Lind (1933-2021) var forstander fra 15. december 1978 og frem til 1. marts 1983, da han blev sognepræst for Vor Frelsers Sogn i Esbjerg.
Vita og Bent Andreasen var forstanderpar fra august 1996 og frem til juni 2012, da han blev sognepræst ved Trinitatis Kirke i Fredericia, hvor hun 1988-96 havde været præst. I perioden 2012-14 var der flere skift, først Line og Torben Rudbeck, dernæst Jesper Skau og senest Niels Kristian Troldborg frem til 2014.
Skolen var lukket fra 2014 til 2016 på grund af konkurs, men et lokalt initiativ skabte en ny bestyrelse, der ansatte Sascha Qvortrup som ny forstander fra juli 2015, og skolen genåbnede januar 2016.
Ved hjælp af gode lokale kræfter er højskolen endnu en gang åbnet i januar 2020, som en almennyttig folkehøjskole med forstander Ursula Dieterich-Pedersen ved roret. Skolen er en almennyttig folkehøjskole med hovedfag indenfor bæredygtighed, selvforsyning, billedkunst, selvindsigt, filosofi, krop og internationale fag.

## International Højskole
Løgumkloster Højskole har også en bred international profil. En del af af de studerende på skolens lange kursus, er internationale elever fra hele verden. De internationale elever er en integreret del af skolen og deltager på lige fod med de danske elever. Dette medfører, at undervisningssproget i alle internationale klasser er engelsk.